# شهرستان ونگان

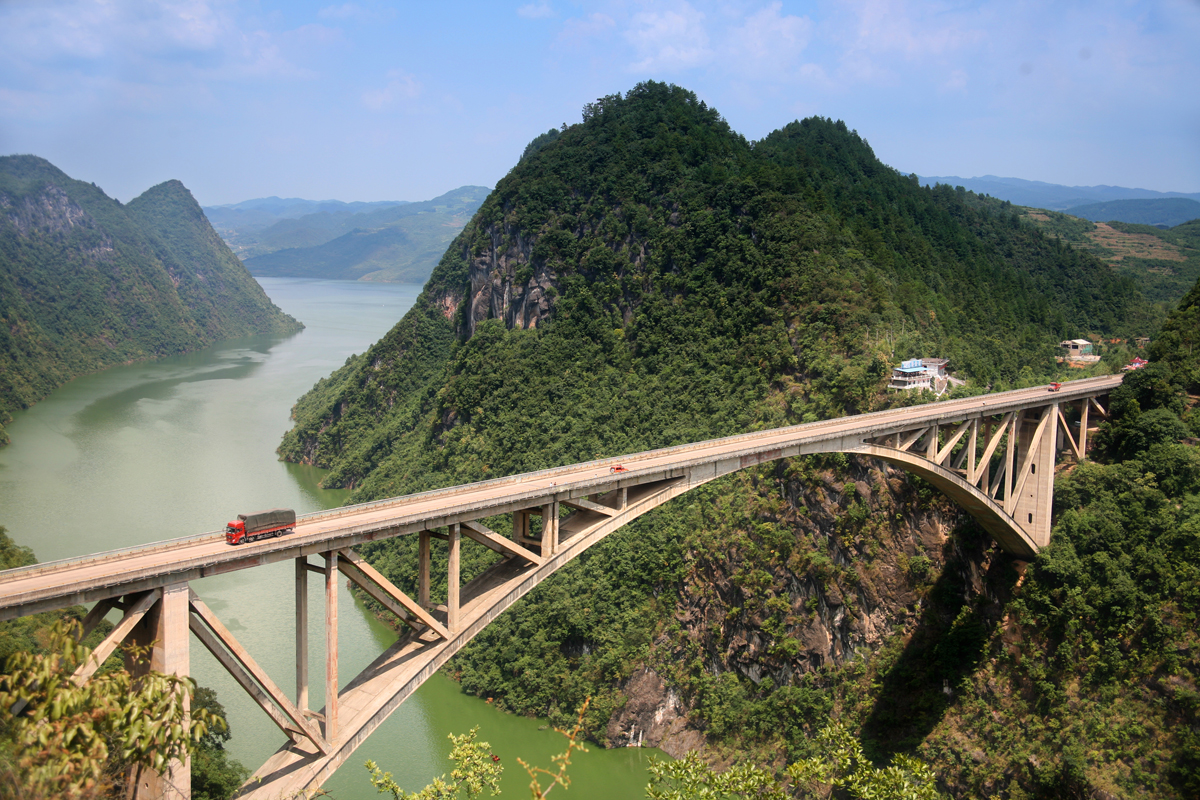

شهرستان ونگان (به لاتین: Weng'an County) یک شهرستان‌های جمهوری خلق چین در چین است که در کیانان بویای اند میاو واقع شده‌است.
 شهرستان ونگان ۱٬۹۷۳٫۸ کیلومتر مربع مساحت و ۴۶۰٬۶۰۰ نفر جمعیت دارد.